# Pinckney (Nueva York)
Pinckney es un pueblo ubicado en el condado de Lewis en el estado estadounidense de Nueva York. En el año 2000 tenía una población de 319 habitantes y una densidad poblacional de 3 personas por km².

## Geografía
Pinckney se encuentra ubicado en las coordenadas 43°50′3″N 75°47′16″O / 43.83417, -75.78778.

## Demografía
Según la Oficina del Censo en 2000 los ingresos medios por hogar en la localidad eran de $ 36,146 y los ingresos medios por familia eran $35,417. Los hombres tenían unos ingresos medios de $28,750 frente a los $23,929 para las mujeres. La renta per cápita para la localidad era de $13,733. Alrededor del 14% de la población estaban por debajo del umbral de pobreza.